# Raluca Prună
Raluca Prună, född 24 september 1969 i Bukarest, är en rumänsk jurist och partilös politiker som mellan 17 november 2015 och 4 januari 2017 var Rumäniens justitieminister. Prună har universitetsexamina i juridik, filosofi och statsvetenskap. Hon har tidigare bland annat arbetat som tjänsteman inom Europeiska kommissionen och Europaparlamentet.
Raluca Prună var en av grundarna till den rumänska delen av Transparency International.